# Superfície de nível
Em análise matemática, uma superfície de nível para uma constante k representa o conjunto de pontos no espaço para os quais uma dada função de três variáveis é igual a k.
Por outras palavras, dada uma função {\displaystyle f:D\subseteq \mathbb {R} ^{3}\longrightarrow \mathbb {R} }, que faça corresponder ao vector {\displaystyle (x,y,z)} uma imagem {\displaystyle f(x,y,z)}, uma superfície de nível {\displaystyle S_{k}} é a superfície dada por:
{\displaystyle S_{k}=\{(x,y,z)\in D_{f}\subseteq {\mathbb {R} ^{3}}:f(x,y,z)=k\}\;\;,k\in D'_{f}}
Assim, uma superfície de nível nada mais é do que uma particularização do conceito de conjunto de nível para funções definidas em {\displaystyle \mathbb {R} ^{3}}.
As superfícies de nível fornecem-nos uma maneira de estudar o comportamento de funções de três variáveis, que são altamente complicadas de visualizar, por exigirem quatro dimensões para a sua representação. São o equivalente às curvas de nível para funções de três variáveis.